# Grammy Latino de Melhor Canção de Rock
O Grammy Latino de Melhor Canção de Rock é um prêmio apresentado anualmente no Grammy Latino, uma cerimônia que reconhece a excelência e cria uma consciência mais ampla sobre a diversidade cultural e as contribuições de artistas latinos nos Estados Unidos e internacionalmente. O prêmio é destinado aos compositores de uma música recém gravada que contenha pelo menos 51% da letra em espanhol. Gravações instrumentais ou covers não são elegíveis. Músicas em português são elegíveis nas categorias de língua portuguesa.
O prêmio é concedido todos os anos desde a cerimônia do 1º Grammy Latino, entregue ao cantor e compositor argentino Fito Páez com a música "Al Lado del Camino". 
O prêmio foi entregue a compositores originários da Argentina, Colômbia e México. O músico colombiano Juanes é o maior vencedor desta categoria, tendo vencido nas quatro ocasiões em que foi indicado (2001, 2002, 2003 e 2005). Outros múltiplos vencedores são Gustavo Cerati com três vitórias em quatro indicações; e Emmanuel de Real do Café Tacvba e Juan Galeano do Diamante Eléctrico, ambos vencendo duas vezes. Beto Cuevas detém o recorde de mais indicações sem vitórias, com quatro.

## Vencedores
| Ano[I] | Compositor(a)                                                    | Obra                         | Artista(s)[II]                          | Indicados[III] | Ref.   |
| ------ | ---------------------------------------------------------------- | ---------------------------- | --------------------------------------- | --- | ------ |
| 2000   | Fito Páez                                                        | "Al Lado del Camino"         | Fito Páez                               | - Beto Cuevas e Aldo Nova – "Aquí" (La Ley) - Saúl Hernández – "Fín" (Jaguares) - Gustavo Cerati – "Puente" (Gustavo Cerati) - Fermin Caballero, Raul Chapa and Jason Roberts – "Si Señor" (Control Machete) |        |
| 2001   | Juanes                                                           | "Fíjate Bien"                | Juanes                                  | - Pau Donés, Carmen Niño, Alex Tenas, Jordi Busquets and Riki Frouchtman – "De Vuelta y Vuelta" (Jarabe de Palo) - Andrea Echeverri e Héctor Buitrago – "El Álbum" (Aterciopelados) - Fito Páez – "El Diablo De Tu Corazón" (Fito Páez) - Julieta Venegas – "Hoy No Quiero" (Julieta Venegas)                                                                             | [ 3 ]  |
| 2002   | Juanes                                                           | "A Dios le Pido"             | Juanes                                  | - Reyli Barba and Rafael López – "Así Es La Vida" (Elefante) - Luis Alberto Spinetta – "El Enemigo" (Spinetta) - León Gieco and Luis Gurevich – "Idolo De Los Quemados" (León Gieco) - Beto Cuevas – "Mentira" (La Ley) | [ 4 ]  |
| 2003   | Juanes                                                           | "Mala Gente"                 | Juanes                                  | - Beto Cuevas e Humberto Gatica – "Amate y Salvate" (La Ley) - Natalia Lafourcade – "En El 2000" (Natalia Lafourcade) - Miky Huidobro, Paco Ayala and Randy Ebright – "Frijolero" (Molotov) - Shakira – "Te Aviso, Te Anuncio (Tango)" (Shakira) | [ 5 ]  |
| 2004   | Emmanuel del Real                                                | "Eres"                       | Café Tacuba                             | - Ismael "Tito" Fuentes – "Here We Kum" (Molotov) - Miguel "Mickey" Huidobro – "Hit Me" (Molotov) - Desmond Child, Alejandra Guzmán e Jordi Mar – "Lipstick" (Alejandra Guzmán) - Beto Cuevas – "Mi Ley" (La Ley) | [ 6 ]  |
| 2005   | Juanes                                                           | "Nada Valgo Sin Tu Amor"     | Juanes                                  | - Beto Cuevas – "Bienvenido Al Anochecer" (La Ley) - Martin Chan e JD Natasha – "Lágrimas" (JD Natasha) - Fito Páez – "Polaroid de Ordinaria Locura" (Fito Páez) - J. L. Abreu and Egui Santiago – "Un Accidente" (Circo) | [ 7 ]  |
| 2006   | Gustavo Cerati                                                   | "Crimen"                     | Gustavo Cerati                          | - Chetes – "Completamente" (Chetes) - Rodrigo Dávila – "Dime Ven" (Motel) - Jorge Pardo – "Un Dia No Vuelvo A Empezar" (Jorge Prado) - Mario Domm e Alejandra Guzmán – "Volverte A Amar" (Alejandra Guzmán) | [ 8 ]  |
| 2007   | Gustavo Cerati                                                   | "La Excepción"               | Gustavo Cerati                          | - Bruno Bressa, Chalo Galván e Gerardo Galván – "Monitor" (Volován) - Arturo Arredondo, José Madero Vizcaíno, Ricardo Treviño e Jorge Vázquez – "Narcisista por excelencia " interpretado por (Panda) - Gustavo F. Napoli – "Un Dia No Vuelvo A Empezar" (La Renga) - Roberto Musso – "Yendo A La Casa de Damian" (El Cuarteto de Nos)                                    | [ 9 ]  |
| 2008   | Rubén Albarrán, Emmanuel del Real, Enrique Rangel, Joselo Rangel | "Esta Vez"                   | Café Tacvba                             | - Javier Morales – "Ayer" (Black Guayaba) - Andrés Calamaro e Cachorro López – "Carnaval de Brasil" (Andrés Calamaro) - Andrés Calamaro – "Mi Gin Tonic" (Andrés Calamaro) - Randy Ebright – "Yofu" (Molotov) | [ 10 ] |
| 2009   | Saúl Hernández                                                   | "Entre Tus Jardines"         | Jaguares                                | - Walter Giardino – "El Reino Olvidado " (Rata Blanca) - Enrique Bunbury – "Hay Muy Poca Gente" (Bunbury) - Jose Luis Belmonte, Diego Frenkel and Sebastián Schachte – "Qué Me Vas a Decir" (La Portuaria) - Airbag – "Una Hora a Tokio" (Airbag) | [ 11 ] |
| 2010   | Gustavo Cerati                                                   | "Déjà Vu"                    | Gustavo Cerati                          | - Chetes – "Arena" (Chetes) - Sebastián Franco, Jesús Herrera, Amauri Sepúlveda, Diego Suárez e Marcos Zavala – "Cárcel" (Bengala) - Bruno Albano Naughton, Luis G. Balcarce, Guido Colzani, Daniel Melero, Tomas Putruele, Diego "Uma" Rodriguez, Tuta Torres e Patricio Troncos – "Lo Comandas" (Banda de Turistas) - Andrés Calamaro – "Los Divinos" (Andrés Calamaro) | [ 12 ] |
| 2011   | León Larregui e Zoé                                              | "Labios Rotos"               | Zoé                                     | - Carajo – "Ácido" (Carajo) - Emiliano Brancciari – "Chau" (No Te Va Gustar) - Gustávo Napoli – "Poder" (La Renga) - La Vida Bohème – "Radio Capital" (La Vida Bohème) | [ 13 ] |
| 2012   | Roberto Musso                                                    | "Cuando Sea Grande"          | El Cuarteto de Nos                      | - Manuel Diquez – "Anti Idolo" (Manuel Diquez) - Leo Felipe Campos & Ulises Hadjis – "Dónde Va" (Ulises Hadjis) - Doctor Krápula – "Exigimos" (Doctor Krápula) - Luis Jiménez – "Indeleble" (Los Mesoneros) |        |
| 2013   | Cachorro López e Vicentico                                       | "Creo Que Me Enamoré"        | Vicentico                               | - Emiliano Brancciari – "A las Nueve" (No Te Va Gustar) - Erik Canales – "16" (Allison) - Henry D'Arthenay – "Hornos de Cal" (La Vida Bohème) - DLD – "Todo Cuenta" |        |
| 2014   | Andrés Calamaro                                                  | "Cuando No Estás"            | Andrés Calamaro                         | - Rubén Albarrán, Doctor Krápula, Roco Pachukote e Moyenei Valdez – "Ama-Zonas" - Enrique Bunbury – "Despierta" - Emmanuel Del Real e Juanes – "Mil Pedazos" (Juanes) - Clemente Castillo, Charly Castro and Flip Tamez – "Sin Respuesta" (Jumbo) - Jarabe de Palo – "Somos" (Jarabe de Palo feat. Gabylonia e Montse "La Duende")                                        |        |
| 2015   | Cachorro López e Vicentico                                       | "Esclavo de Tu Amor"         | Vicentico                               | - Charliepapa – "Astrómetra" (Charliepapa) - Daniel Aceves e Jotdog – "Celebración" (Jotdog) - Adolfo Cabrales e Carlos Raya – "Entre la Espada y la Pared" (Fito & Fitipaldis) - Daniel Álvarez and Juan Galeano – "Todo Va A Arder" (Diamante Eléctrico) |        |
| 2016   | Flavio Cianciarulo                                               | "La Tormenta"                | Los Fabulosos Cadillacs                 | - Asier Cazalis – "Abismo" (Caramelos de Cianuro) - Gustavo Cordera – "Fantasma Soy" (Cordera) - Luisina Bertoldi, Brenda Martín e Gabriel Pedernera – "Nada Salvaje" (Eruca Sativa) - Massacre – "Niña Dios" (Massacre) | [ 14 ] |
| 2017   | Juan Galeano                                                     | "Déjala Rodar"               | Diamante Eléctrico                      | - Eruca Sativa - "Armas Gemelas" (Eruca Sativa) - Rafael Bonilla & Jorge Holguín Pyngwi - "Dias Contados" (Rafa Bonilla) - Emiliano Brancciari - "Para Cuando Me Muera" (No Te Va Gustar) - Enrique Rangel - "Que No" (Café Tacvba) |        |
| 2017   | Andrés Calamaro                                                  | "La Noche"                   | Andrés Calamaro                         | - Eruca Sativa - "Armas Gemelas" (Eruca Sativa) - Rafael Bonilla & Jorge Holguín Pyngwi - "Dias Contados" (Rafa Bonilla) - Emiliano Brancciari - "Para Cuando Me Muera" (No Te Va Gustar) - Enrique Rangel - "Que No" (Café Tacvba) |        |
| 2018   | Fito Páez                                                        | "Tu Vida Mi Vida"            | Fito Páez                               | - Santiago Motorizado - "Ahora Imagino Cosas" (Él Mató A Un Policía Motorizado) - Richard Coleman - "Días Futuros" (Richard Coleman) - Enrique Bunbury - "La Actitud Correcta" (Bunbury) - Leiva - "La Llamada" (Leiva) |        |
| 2019   | Andrés Calamaro e German Wiedemer                                | "Verdades Afiladas"          | Andrés Calamaro                         | - Rodrigo Crespo – "Conectar" (Rodrigo Crespo) - Leiva – "Gozilla" (Leiva feat. Enrique Bunbury e Ximena Sariñana) - Arawato – "Nirvana" (Arawato) - Roberto Musso – "Punta Cana" (El Cuarteto de Nos) |        |
| 2020   | Mon Laferte                                                      | "Biutiful"                   | Mon Laferte                             | - Eduardo Ibeas, Felipe Ilabaca & Cristian Moraga – "Bola de Fuego" (Chancho en Piedra) - Eruca Sativa – "Creo" (Eruca Sativa) - Roberto Musso – "Mario Neta" (El Cuarteto de Nos) - Buika, Drago, Carlos Santana, Stoneface & Jay U Xperience – "Yo Me Los Merezco" (Santana feat. Buika)                                                                                | [ 15 ] |
| 2021   | Vicentico                                                        | "Ahora 1"                    | Vicentico                               | - Andrés Giménez & Andreas Kisser – "Distintos" (De La Tierra) - Santi Balmes & Julián Saldarriaga – "El Sur" (Love of Lesbian feat. Bunbury) - Anabella Cartolano – "Hice Todo Mal" (Las Ligas Menores) - Emiliano Brancciari & Nicki Nicole – "Venganza" (No Te Va Gustar & Nicki Nicole)                                                                               | [ 16 ] |
| 2022   | Fito Páez                                                        | "Lo Mejor de Nuestras Vidas" | Fito Páez                               | - Eruca Sativa – "Día Mil" (Eruca Sativa) - Bunbury – "Esperando una Señal" (Bunbury) - Juan Manuel Latorre – "Finisterre" (Vetusta Morla) - Molotov – "No Olvidamos" (Molotov) - WOS & Facundo Yalve – "QUE SE MEJOREN" (WOS) | [ 17 ] |
| 2023   | Juan Galeano                                                     | "Leche de Tigre"             | Diamante Eléctrico feat. Adrian Quesada | - Andrés Giménez & Andreas Kisser, compositores – "Depredadores" (De La Tierra) - Todo Aparenta Normal, compositores – "El Piso es Lava" (Todo Aparenta Normal featuring An Espil & Evlay) - Juanes, compositores – "Gris" (Juanes) - Arde Bogotá, compositores – "Los Perros" (Arde Bogotá)                                                                              | [ 18 ] |

- ↑[I]  Cada ano está vinculado ao artigo sobre o Grammy Latino realizado naquele ano.
- ↑[II]  O artista intérprete é apenas listado mas não recebe o prêmio.
- ↑[III]  Apresentando o(s) nome(s) do(s) compositor(es), a música indicada e entre parênteses o(s) nome(s) do(s) intérprete(s).